# Almandin
Almandin, auch als Eisentongranat oder Eisen-Tonerdegranat bezeichnet, ist ein Mineral aus der Gruppe der Granate innerhalb der Mineralklasse der „Silikate und Germanate“. Er kristallisiert im kubischen Kristallsystem mit der Endgliedzusammensetzung Fe3Al2[SiO4]3, ist also chemisch gesehen ein Eisen-Aluminium-Silikat, das strukturell zu den Inselsilikaten gehört.
Almandin ist das Eisen-Analogon zu Spessartin (Mn3Al2[SiO4]3) und Pyrop (Mg3Al2[SiO4]3) und bildet mit diesen eine Mischkristallreihe, die sogenannte „Pyralspit-Reihe“. Da Almandin zudem mit Grossular (Ca3Al2[SiO4]3) Mischkristalle bildet, weist natürlicher Almandin ein entsprechend weites Spektrum der Zusammensetzung mit je nach Bildungsbedingungen mehr oder weniger großen Anteilen von Mangan, Magnesium und Calcium auf. Zusätzlich können noch Spuren von Natrium, Kalium, Chrom und Vanadium, seltener auch Scandium, Yttrium, Europium, Ytterbium, Hafnium, Thorium und Uran vorhanden sein.
Das Mineral ist durchsichtig bis durchscheinend und entwickelt typischerweise Rhombendodekaeder oder Ikositetraeder sowie Kombinationen dieser Kristallformen, die fast kugelig wirken. Ebenfalls oft zu finden sind körnige bis massige Mineral-Aggregate. Im Allgemeinen können Almandinkristalle eine Größe von mehreren Zentimetern Durchmesser erreichen. Es wurden jedoch auch Riesenkristalle von bis zu einem Meter Durchmesser bekannt. Die Farbe von Almandin variiert meist zwischen dunkelrot und rotviolett, kann aber auch bräunlichrot bis fast schwarz sein.
Almandin ist die weltweit am häufigsten auftretende Granatart und kommt oft in schleifwürdigen Qualitäten mit starkem, glasähnlichem Glanz vor, was ihn zu einem begehrten Schmuckstein macht.

## Etymologie und Geschichte
Almandin war bereits Plinius dem Älteren (ca. 23–79 n. Chr.) unter dem Namen alabandicus bekannt und gehörte allgemein zu den „Karfunkelsteinen“ (carbunculus), das heißt roten Edelsteinen. Benannt wurde er nach der antiken Stadt Alabanda in Karien (Kleinasien, heute in der türkischen Provinz Aydın), wo der Stein bearbeitet worden sein soll. Alabanda gilt daher auch als Typlokalität für Almandin.
Im Mittelalter waren verschiedene Abwandlungen des Namens im Umlauf wie unter anderem alabandina, alabandra und alabanda. Albertus Magnus (um 1200–1280) führte die Bezeichnung alamandina ein, die fast der heutigen Form entsprach.
Um 1800 wurde die Bezeichnung Almandin schließlich endgültig von Dietrich Ludwig Gustav Karsten (1768–1810) auf den Eisentongranat festgelegt.
Kurioserweise wurde das 1784 erstmals beschriebene und namentlich ähnliche Mangansulfid Alabandin ebenfalls nach dem türkischen Ort Alabanda benannt, obwohl es dort bisher nicht nachgewiesen werden konnte.

## Klassifikation
Die strukturelle Klassifikation der International Mineralogical Association (IMA) zählt den Almandin zur Granat-Obergruppe, wo er zusammen mit Andradit, Calderit, Eringait, Goldmanit, Grossular, Knorringit, Morimotoit, Majorit, Menzerit-(Y), Momoiit, Pyrop, Rubinit, Spessartin und Uwarowit die Granatgruppe mit 12 positiven Ladungen auf der tetraedrisch koordinierten Gitterposition bildet.
In der veralteten 8. Auflage der Mineralsystematik nach Strunz gehörte der Almandin zur Mineralklasse der „Silikate“ und dort zur Abteilung „Inselsilikate (Nesosilikate)“, wo er gemeinsam mit Grossular, Pyrop und Spessartin in der Gruppe „Aluminium-Granate“ mit der Systemnummer VIII/A.06a steht.
In der zuletzt 2018 überarbeiteten Lapis-Systematik nach Stefan Weiß, die formal auf der alten Systematik von Karl Hugo Strunz in der 8. Auflage basiert, erhielt das Mineral die System- und Mineralnummer VIII/A.08-020. Dies entspricht ebenfalls der Abteilung „Inselsilikate mit [SiO4]-Gruppen“, wo Almandin zusammen mit Andradit, Calderit, Eltyubyuit, Eringait, Goldmanit, Grossular, Henritermierit, Holtstamit, Hutcheonit, Irinarassit, Jeffbenit, Katoit, Kerimasit, Kimzeyit, Knorringit, Majorit, Menzerit-(Y), Momoiit, Morimotoit, Pyrop, Schorlomit, Spessartin, Toturit, Uwarowit und Wadalit die „Granatgruppe“ mit der Systemnummer VIII/A.08 bildet.
Die von der International Mineralogical Association (IMA) zuletzt 2009 aktualisierte 9. Auflage der Strunz’schen Mineralsystematik ordnet den Almandin in die erweiterte Klasse der „Silikate und Germanate“, dort aber ebenfalls in die Abteilung „Inselsilikate (Nesosilikate)“ ein. Diese ist allerdings weiter unterteilt nach der möglichen Anwesenheit zusätzlicher Anionen und der Koordination der beteiligten Kationen. Das Mineral ist entsprechend seiner Zusammensetzung und seinem Aufbau in der Unterabteilung „Inselsilikate ohne zusätzliche Anionen; Kationen in oktaedrischer [6]er- und gewöhnlich größerer Koordination“ zu finden, wo es zusammen mit Andradit, Blythit, Calderit, Goldmanit, Grossular, Henritermierit, Hibschit, Holtstamit, Hydroandradit, Katoit, Kimzeyit, Knorringit, Majorit, Momoiit, Morimotoit, Pyrop, Schorlomit, Skiagit, Spessartin, Uwarowit und Wadalit die „Granatgruppe“ mit der Systemnummer 9.AD.25 bildet.
In der vorwiegend im englischen Sprachraum gebräuchlichen Systematik der Minerale nach Dana hat Almandin die System- und Mineralnummer 51.04.03a.02. Auch dies entspricht der Klasse der „Silikate“ und dort der Abteilung „Inselsilikatminerale“. Hier findet er sich innerhalb der Unterabteilung „Inselsilikate: SiO4-Gruppen nur mit Kationen in [6] und >[6]-Koordination“ in der  „Granatgruppe (Pyralspit-Reihe)“, in der auch Spessartin, Knorringit, Majorit und Calderit eingeordnet sind.

## Chemismus
Almandin mit der Endgliedzusammensetzung [X]Fe2+3[Y]Al3+[Z]Si3O12 ist das Eisen-Analog von Pyrop ([X]Mg2+3[Y]Al[Z]Si3O12) und kommt in der Natur meistens als Mischkristall mit Pyrop Spessartin und Grossular vor. Mit diesen Endgliedern besteht, zumindest bei geologisch relevanten Temperaturen, unbegrenzte Mischbarkeit, entsprechend den Austauschreaktionen
- [X]Fe2+ = [X]Mg2+ (Pyrop)[19][20]
- [X]Fe2+ = [X]Mn2+ (Spessartin)[21][20]
- [X]Fe2+ = [X]Ca2+ (Grossular)[22][21]

Für die Mischungsreihe Almandin-Grossular konnten bislang keine Hinweise auf eine Mischungslücke gefunden werden. Nur für pyropreiche Pyrop-Grossular-Almandin-Mischkristalle wurde eine Mischungslücke bei Temperaturen unterhalb von ungefähr 600 °C nachgewiesen.
Auf der oktaedrisch koordinierten Y-Position kann Al3+ ersetzt werden durch Fe3+, entsprechend der Austauschreaktion
- [Y]Al3+ = [Y]Fe3+ (Skiagit)[25][26]

Almandinreiche Granate bilden sich meist bei der Metamorphose von Peliten und sind häufig zoniert. Bei zunehmender Metamorphose, d. h. steigender Temperatur und Druck, wachsen Granate mit spessartin- und grossularreichen Kern, die zum Rand hin almandin- und pyropreicher werden. Spessartinreiche Ränder hingegen deuten auf ein Granatwachstum bei absteigender Metamorphose und niedrigen Temperaturen hin. Die Korrelation der Gehalte an Eisen, Mangan und Magnesium erlaubt Rückschlüsse auf die Mineralreaktion, über die Granat bei der Metamorphose gebildet worden ist.

## Kristallstruktur
Almandin kristallisiert mit kubischer Symmetrie in der Raumgruppe Ia3d (Raumgruppen-Nr. 230) sowie 8 Formeleinheiten pro Elementarzelle. Es gibt zahlreiche Bestimmungen für die Kantenlänge der kubischen Elementarzelle sowohl natürlicher Mischkristalle wie auch synthetischer Almandine. Für das reine Almandinendglied wird der Gitterparameter z. B. mit a = 11,526 Å oder a = 11,525 Å angegeben.
Die Struktur ist die von Granat. Eisen (Fe2+) besetzt die dodekaedrisch von 8 Sauerstoffionen umgebenen X-Positionen und führt eine deutlich asymmetrische Schwingung um das Zentrum der Position aus. Das Eisenion ist etwas zu klein für die Dodekaederporition und „schlackert“ etwas. Aluminium (Al3+) besetzt die oktaedrisch von 6 Sauerstoffionen umgebene Y-Position und die tetraedrisch von 4 Sauerstoffionen umgebenen Z-Position ist ausschließlich mit Silicium (Si4+) besetzt.
Bei einigen natürlichen Almandin-Grossular-Mischkristallen wurde Doppelbrechung und die Ausbildung von Sektorzonierung beobachtet. Als Erklärung für diese Doppelbrechung wird eine teilweise geordnete Verteilung von Fe und Mg einerseits und Ca andererseits auf der X-Position der Granatstruktur angeführt. Dies geht einher mit einer Symmetrieerniedrigung auf die tetragonale Raumgruppe I4acd. Neuere Untersuchungen an einer großen Gruppe von Aluminiumgranaten finden keine belastbaren Hinweise auf eine Symmetrieerniedrigung und Ordnung von Kationen. Als Ursache der Doppelbrechung werden Gitterspannungen (Spannungsdoppelbrechung) genannt.

## Varietäten und Modifikationen

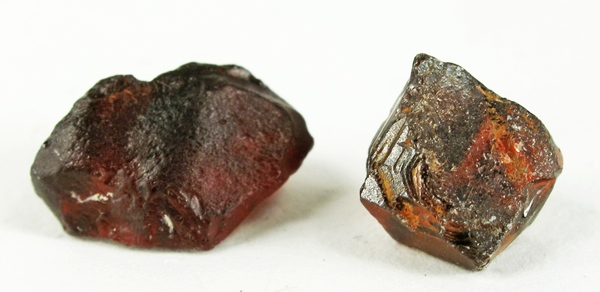
Rhodolith aus Lokirima, Kenya

Rhodolithe, allgemein auch als orientalische Granate bekannt, sind rosa- bis rotviolette Almandin-Varietäten, die genau genommen Almandin-Pyrop-Mischkristalle mit einem Mischungsverhältnis von Magnesium : Eisen ≈ 2 : 1 und einer Dichte von etwa 3,84 g/cm³ sind. Bekannte Vorkommen für Rhodolith sind unter anderem Brasilien, Indien, Kenia, Madagaskar, Mexiko, Sambia und Tansania.
Auch der Malaya-Granat ist ein Almandin-Pyrop-Mischkristall mit den gleichen Fundgebieten wie Rhodolith, allerdings von eher rötlich oranger Farbe. Benannt wurde er nach dem Suaheli-Wort malaya für „außerhalb der Familie stehend“.

## Bildung und Fundorte

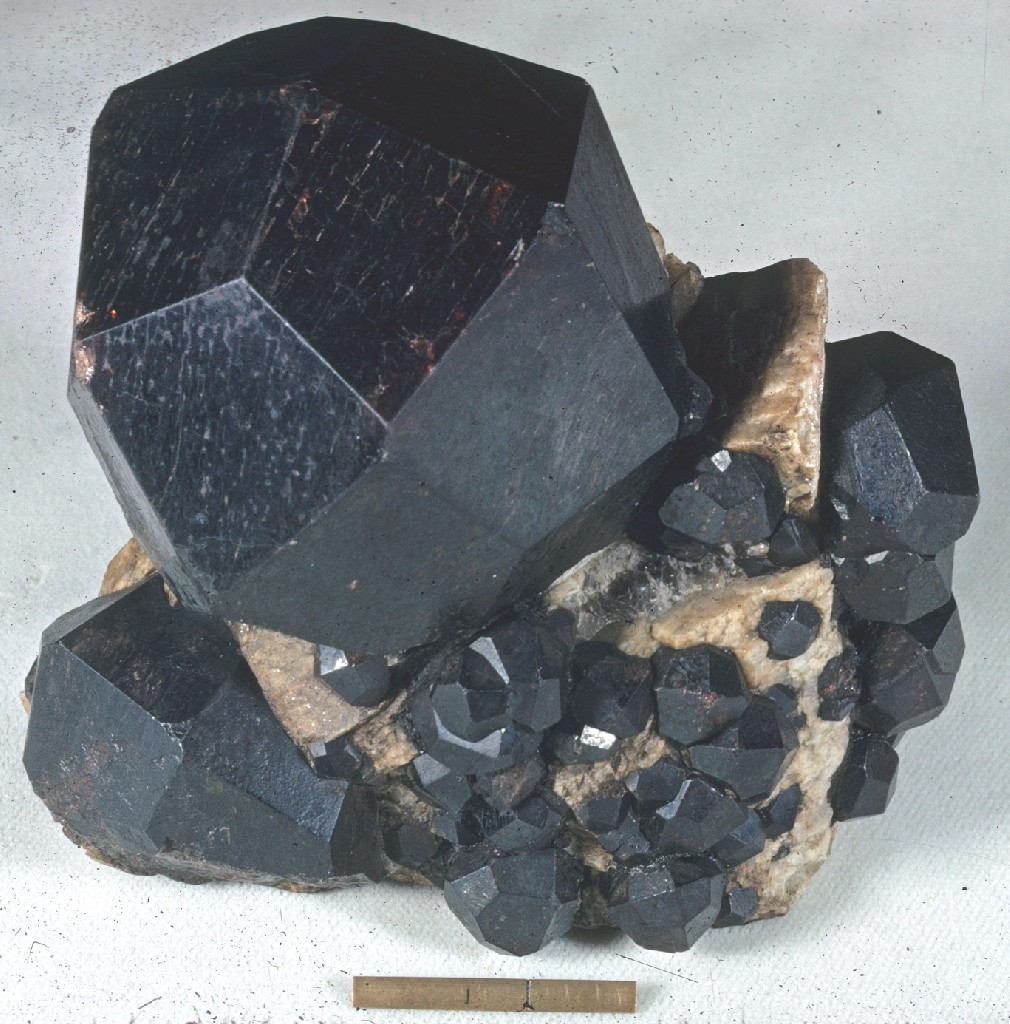
Fast schwarzer Almandin aus der „Russell Garnet Mine“, Hampden County, Massachusetts, USA (Vergleichsmaßstab: 1" (= 2,54 cm) mit Kerbe bei 1 cm)

Almandin ist ein charakteristisches Mineral metamorpher Gesteine wie unter anderem Glimmerschiefer, Amphibolit, Granulit und Gneis. Ab ungefähr 450 °C bildet sich almandinreicher Granat bei der Reaktion von Chloritoid + Biotit + H2O zu Granat  + Chlorit. Ab ca. 600 °C  bildet sich Granat beim Abbau von Staurolith, und selbst bei beginnender Gesteinsschmelze können Granate noch neu gebildet werden, z. B. bei der Reaktion von Biotit + Sillimanit + Plagioklas + Quarz zu Granat + Kalifeldspat + Schmelze. Erst ab Temperaturen von 900 °C baut sich Granat ab zu Spinell + Quarz oder bei hohen Drucken zu  Orthopyroxen + Sillimanit.
Almandinreiche Granate können sich aber auch in magmatischen Gesteinen wie Granit und Granit-Pegmatit bilden. Die Kristalle sind normalerweise im Mutter-Gestein eingebettet (Blasten) und von anderen Almandin-Kristallen getrennt. Granate mit den bisher höchsten bekannten Almandingehalten von 86,7 % (Stand: 1995) fand man bei Kayove in Ruanda, aber auch in Deutschland traten schon almandinreiche Kristalle von rund 76 % auf, so unter anderem bei Bodenmais.
Als häufige Mineralbildung ist Almandin an vielen Fundorten anzutreffen, wobei bisher (Stand: 2014) rund 2200 Fundorte als bekannt gelten. Begleitet wird Almandin unter anderem von verschiedenen Amphibolen, Chloriten, Plagioklasen und Pyroxenen sowie von Andalusit, Biotit, Cordierit, Hämatit, Kyanit, Sillimanit und Staurolith.
Neben seiner Typlokalität Alabanda trat das Mineral in der Türkei bisher nur noch in den Granat-Amphiboliten nahe Çamlıca auf der asiatischen Seite Istanbuls auf.
In Deutschland konnte Almandin an mehreren Orten im Schwarzwald (Freiburg im Breisgau, Grube Clara in Oberwolfach) in Baden-Württemberg, an vielen Orten in Bayern (Bayerischer Wald, Oberpfälzer Wald, Spessart), bei Ruhlsdorf/Eberswalde-Finow in Brandenburg, an einigen Orten im Odenwald (Erlenbach, Lindenfels), bei Bad Harzburg in Niedersachsen, bei Bad Doberan in Mecklenburg-Vorpommern, bei Perlenhardt und am Drachenfels (Königswinter) in Nordrhein-Westfalen, an vielen Orten in der Eifel in Rheinland-Pfalz, in der Grube „Gottesbelohnung“ bei Schmelz im Saarland, im Steinbruch Diethensdorf und bei Penig sowie an vielen Orten im Erzgebirge in Sachsen und an einigen Orten in Schleswig-Holstein (Barmstedt, Kiel, Schleswig, Travemünde) gefunden werden.
In Österreich fand sich das Mineral bisher vor allem in Kärnten in den Gurktaler Alpen und der Saualpe, in der Koralpe von Kärnten bis zur Steiermark und in den Niederen Tauern, aber auch an mehreren Orten in Niederösterreich (Wachau, Waldviertel), Salzburg (Hohe Tauern), im Tiroler Gurgler Tal und Zillertal sowie an einigen Fundpunkten in Oberösterreich und Vorarlberg.
In der Schweiz sind Almandinfunde bisher nur von einigen Orten in den Kantonen Tessin (Gotthardmassiv) und Wallis (Binntal) bekannt geworden.
Bekannt aufgrund außergewöhnlicher Almandinfunde sind unter anderem die Ishikawa-Pegmatite in der Präfektur Fukushima auf der japanischen Insel Honshū und Shengus am Haramosh in Pakistan, wo gut ausgebildete Almandinkristalle von bis zu 15 Zentimeter Durchmesser entdeckt wurden. Bis zu 5 Zentimeter große Kristalle fand man unter anderem in den Glimmerschiefern und Gneisen bei Fort Wrangell in Alaska und bei Bodø in Norwegen. Auch in Italien, in Südtirol, wurden Almandine von beträchtlicher Größe am Granatenkogel im Seebertal gefunden.
Weitere Fundorte liegen unter anderem in Afghanistan, Ägypten, Äthiopien, Algerien, Angola, der Antarktis, Argentinien, Australien, Belgien, Bolivien, Brasilien, Bulgarien, Burkina Faso, Chile, China, der Demokratischen Republik Kongo, Finnland, Frankreich und Französisch-Guayana, Griechenland, Grönland, Guatemala, Indien, Ireland, Israel, Kanada, Kolumbien, Korea, Madagaskar, Malawi, Mexiko, der Mongolei, Myanmar, Namibia, Nepal, Neukaledonien, Neuseeland, Norwegen, Polen, Portugal, Rumänien, Russland, Saudi-Arabien, Schweden, Simbabwe, der Slowakei, Slowenien, Spanien, Sri Lanka, Südafrika, Taiwan, Tadschikistan, Thailand, Tschechien, der Ukraine, Ungarn, Usbekistan, im Vereinigten Königreich (UK) und den Vereinigten Staaten von Amerika (USA).
Auch in Gesteinsproben vom Mond konnte Almandin nachgewiesen werden.

## Verwendung

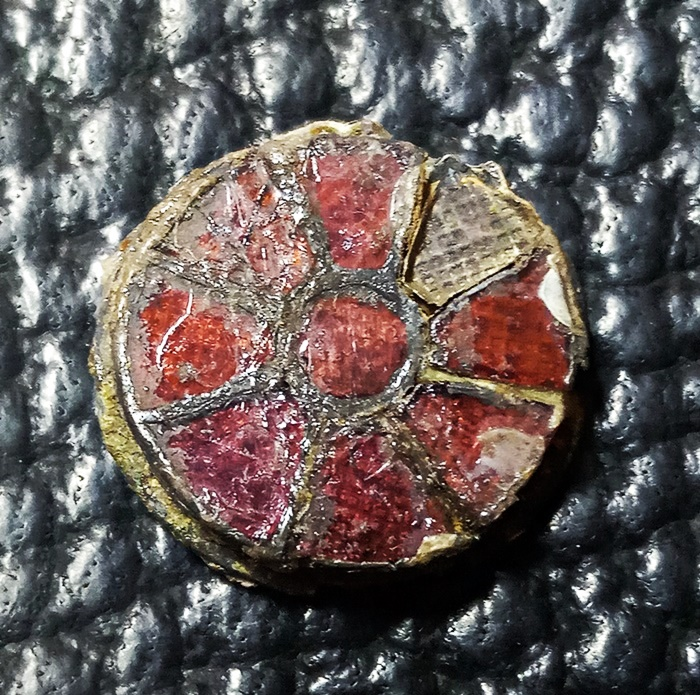
Almandinscheibe (Fibelrest), fränkisch, um 500, Museum Grünstadt

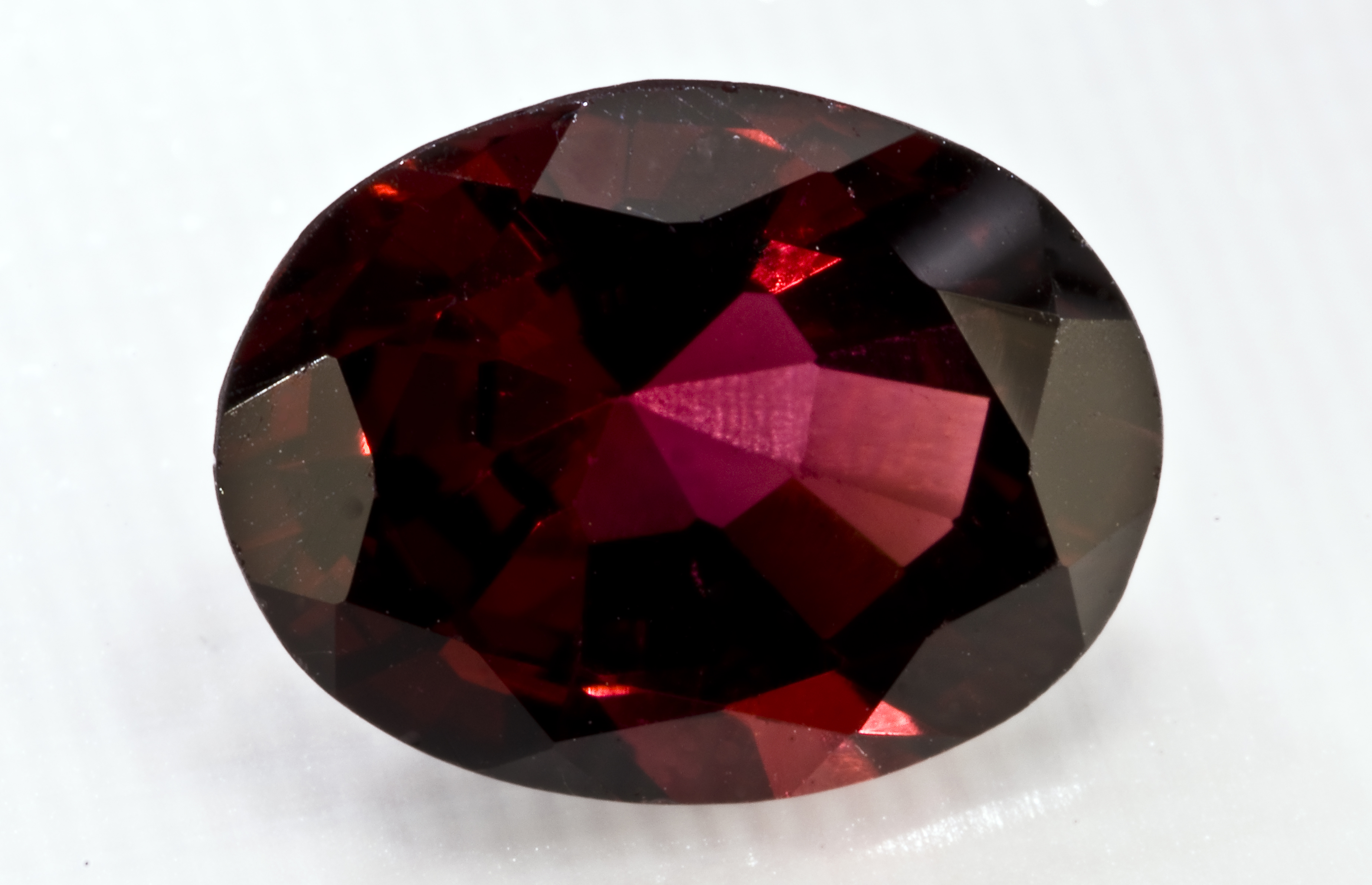
Almandin im Ovalschliff aus Jaipur (Rajasthan), Indien (Größe: 3ct64)

Almandin wird wie die meisten anderen Minerale der Granatfamilie vor allem als Schmuckstein verwendet, die je nach Reinheit und Klarheit in Facettenform oder zu Cabochons geschliffen werden. Weniger edle, das heißt zu dunkle und undurchsichtige Varietäten, werden auch als Schleifmittel genutzt.
Verwechslungsgefahr besteht vor allem mit den verschiedenen Granatvarietäten aufgrund der überwiegenden Mischkristallbildung zwischen den einzelnen Endgliedern. Daneben kann Almandin aber auch mit Rubin, Spinell und roten Turmalinen verwechselt werden. Aufgrund der schwierigen Unterscheidung werden die verschiedenen Granatnamen im Edelsteinhandel inzwischen häufig als Farbbezeichnung genutzt, wobei Almandin und Rhodolith die rosa bis violetten Granate vertreten.
Der bisher größte bekannte und geschliffene Almandin-Edelstein ist ein Cabochon von 175 ct, der in der Smithsonian Institution in Washington, D.C aufbewahrt wird.